# Johan Halvorsen
Johan Halvorsen, född 15 mars 1864 i Drammen, död 4 december 1935 i Oslo, var en norsk kompositör, dirigent och musiker. Han är särskilt känd för sin verksamhet som teaterkompositör.

## Biografi
Halvorsen utbildades vid konservatorierna i Stockholm och Leipzig, samt senare för César Thomson i Liège och Albert Becker i Berlin. Han verkade först som violinlärare i Aberdeen och Helsingfors, var 1893-99 kapellmästare vid Den nasjonale scene i Bergen samt ledde musikföreningen Harmoniens konserter där. 
År 1899 blev Halvorsen kapellmästare vid Nationaltheatret i Kristiania där han verkade väckande både genom att med spellistan införa en rad klassiska och nyare operor och som ledare av symfonikonserter med modernt betonande program. 
Som tonsättare har Halvorsen skrivit verksam scenmusik till ett flertal norska och utländska teaterstycken. Särskilt märks musiken till det indiska dramat Vasantasena och tragedin Medea framhålls som betecknande för Halvorsens fantasifulla och färgrika orkesterspråk. Med vissa anklagelser mot Edvard Grieg och Johan Svendsens nationella tonkonst åstadkom Halvorsen även norska rapsodier, symfonier, sviter samt konsert för violin, körer och festuvertyrer med mera. Halvorsen verkade även som upptecknare av norsk folkmusik med Slatter (bearbetad av Edvard Grieg i opus 72).
Halvorsen valdes 1924 till utländsk ledamot (nr 254) av Kungliga Musikaliska Akademien.